# Куотилампи
Ку́отила́мпи (фин. Kuotilampi) — озеро на территории Поросозерского сельского поселения Суоярвского района Республики Карелия.

## Общие сведения
Площадь озера — 0,7 км². Располагается на высоте 181,0 метров над уровнем моря.
Форма озера продолговатая, вытянутая с северо-запада на юго-восток. Берега заболоченные.
Через озеро протекает река без названия, текущая из озера Хулларинъярви и далее протекающая через озёра Йокилампи (фин. Jokilampi), Сараярви (фин. Saralampi), Питкяярви, Роуккенъярви и Варпаярви, после чего она впадает в Койтайоки.
В центре озера расположены два острова без названия, один из которых достаточно крупный по площади.
Код водного объекта в государственном водном реестре — 01050000111102000011370.